# Dizzy on the French Riviera
Dizzy on the French Riviera – album koncertowy Dizzy’ego Gillespiego wydany przez wytwórnię Philips Records w 1962.
Album zawiera nagrania zespołu Gillespiego dokonane podczas koncertu w Juan-les-Pins w maju 1962.

## Lista utworów
| 1. | „No More Blues” (Antônio Carlos Jobim, Vinicius de Moraes)     | 10:18 |
|    |                                                                |       |
| 2. | „Long, Long Summer” (Lalo Schifrin)                            | 5:17  |
|    |                                                                |       |
| 3. | „I Waited for You” (Gil Fuller, Dizzy Gillespie)               | 2:46  |
|    |                                                                |       |
| 4. | „Desafinado” (Antônio Carlos Jobim, Newton Mendonça)           | 3:28  |
|    |                                                                |       |
| 5. | „Here It Is” (Dizzy Gillespie)                                 | 8:33  |
|    |                                                                |       |
| 6. | „Pau de Arara” (brazylijska melodia ludowa, ar. Lalo Schifrin) | 3:38  |
|    |                                                                |       |
| 7. | „For the Gypsies” (Dizzy Gillespie)                            | 4:34  |
|    |                                                                |       |
|    |                                                                | 38:34 |
|    |                                                                |       |

## Twórcy
- Dizzy Gillespie – trąbka, wokal
- Lalo Schifrin – fortepian, aranżacja
- Leo Wright – flet, saksofon altowy, wokal
- Elek Bacsik – gitara
- Chris White – kontrabas
- Rudy Collins – perkusja
- Pepito Riestria – instrumenty perkusyjne